# Wang Ruei
Wang Ruei (王睿S, Wáng RuìP; Taipei, 10 agosto 1993) è un calciatore taiwanese, difensore del Tainan City e della Nazionale taiwanese.